# Arne Hassink
Arne Hassink (Neede, Berkelland, 12 d'agost de 1984) és un ciclista neerlandès, que fou professional entre 2003 i 2012, sempre competint en equips de segona categoria. El seu major èxit esportiu fou una victòria d'etapa a l'Arno Wallaard Memorial.
El seu pare Arie també fou ciclista professional.

## Palmarès
- 2008
  - 1r al Dorpenomloop Rucphen
- 2011
  - 1r a l'Arno Wallaard Memorial